# Пилджер, Джон
Джон Ричард Пилджер (англ. John Richard Pilger;) — австралийский кинорежиссёр, сценарист, журналист и общественный деятель. Получил огромную известность своими репортажами и документальными съёмками из различных горячих точек планеты: Вьетнама, Камбоджи, Никарагуа, Восточного Тимора, Египта, Индии, Бангладеш, Биафры. Дважды становился журналистом года в Великобритании.

## Биография
Джон Пилджер родился в 1939 г. в Бонди, пригороде Сиднея (Австралия). У семьи были немецкие, ирландские и английские корни. Брат Грэм (1932—2017) был активистом за права людей с ограниченными возможностями и советником лейбористского правительства Гофа Уитлэма.
Во время учёбы в Сиднейской старшей школе для мальчиков (Sydney Boys High School) участвовал в редакции школьной газеты Messenger. С 1958 года стал работать курьером, а затем репортёром в Sydney Sun, а в начале 1960-х годов был взят на работу в английскую газету Daily Mirror. С тех пор жил в Англии. Стал одним из ведущих репортёров этой газеты, специализируясь по социальным вопросам.
Был военным корреспондентом во Вьетнаме, Камбодже, Египте, Индии, Бангладеш, Биафре. Снял десятки документальных фильмов, которые всегда оказывались в центре внимания и иногда первыми доносили до широкой массы сведения о трагических событиях, когда официальные СМИ хранили полное молчание. Среди прочего, был свидетелем убийства Роберта Ф. Кеннеди 5 июня 1968 года.
Скончался 30 декабря 2023 года на 85-м году жизни.

## Документалистика
Свой первый документальный фильм «Тихий бунт» (The Quiet Mutiny) Пилджер снял в 1970 году в военном лагере Снаффи, изучая психологическое состояние военнослужащих США во Вьетнамской войне.
Вместе с двумя коллегами, Дэвидом Мунро и фотокорреспондентом Эриком Пайпером, посетил Камбоджу после свержения режима «красных кхмеров» в 1979 году. Пиджер, называвший Пол Пота «азиатским Гитлером», попал в списки лиц, которые подлежали уничтожению со стороны «красных кхмеров», но благодаря бдительности съёмочной группы никто не пострадал. Результатом этой работы стала серия эксклюзивных газетных репортажей и документальная лента «Нулевой год: Тихая смерть в Камбодже» (Year Zero: the Silent Death of Cambodia) о последствиях полпотовского геноцида и гуманитарной катастрофе в стране. Фильм помог собрать порядка 45 млн долларов благотворительных взносов, оказавшихся одним из первых случаев гуманитарной помощи камбоджийскому народу. Пилджер и Мунро впоследствии сняли ещё четыре фильма о Камбодже.
Продолжением темы геноцида выступил фильм Пилджера 1993 года «Смерть нации: Тиморский заговор» (Death of a Nation: The Timor Conspiracy). Он рассказывает о преступлениях индонезийской армии, совершённых во время длившейся с 1975 года оккупации Восточного Тимора. Фильм привлёк внимание мировой общественности к освободительной борьбе тиморцев за свою независимость, которой они добились к концу десятилетия. Когда «Смерть нации» был показан в Австралии, Министр иностранных дел Гарет Эванс после выхода фильма в Австралии (роль которой в поддержке индонезийской оккупации также была освещена) крайне отрицательно отозвался о нём, заявив, что Пилджер предоставляет «искажённый сенсационализм вперемешку с ханжеством».
Пилджер резко критиковал политику правительства по отношению к австралийским аборигенам в своих книгах и нескольких фильмах, например, «Секретная страна: Коренные австралийцы наносят ответный удар» (The Secret Country: The First Australians Fight Back, 1985) и «Добро пожаловать в Австралию» (Welcome to Australia, 1999). Фильм 2004 года «Крадя нацию» (Stealing a Nation) повествует о судьбе коренных жителей архипелага Чагос, которых в 1960—1970-е годы британские власти в сговоре с американскими чиновниками, выплатив мизерную компенсацию поселили, выселили с родных островов в трущобы Маврикия — с целью расчистить плацдарм для крупной американской военной базы на острове Диего-Гарсия, откуда авиация США могла бомбить Афганистан и Ирак. Хотя Верховный суд Великобритании постановил, что выселение было незаконным и жители острова имеют право вернуться, а Международный суд ООН назвал эту депортацию «преступлением против человечности», правительство Великобритании запретило жителям архипелага когда-либо вернуться домой.
В своём первом фильме, выпущенном в кинотеатрах — «Война с демократией» (The War on Democracy, 2007) — Пилджер исследует историю и современность вмешательства Вашингтона в дела стран Латинской Америки, включая военные интервенции и перевороты. и роль вмешательства США во внутреннюю политику Венесуэлы, Боливии, Чили. В ленте показывается как тайно, а порой и нагло открыто, ЦРУ проводило операции по смене народных правителей стран региона, неугодных США. В частности, показана роль США и ЦРУ в свержении демократически избранного левого правительства Сальвадора Альенде в Чили в 1973 году и установлении военной диктатуры генерала Аугусто Пиночета. Фильм также останавливается на роли Школы Америк, в которой США готовили военные кадры для латиноамериканских армий, включая будущих диктаторов и их пособников в нарушении прав человека. Описана и неудачная попытка свержения президента Венесуэлы Уго Чавеса в 2002 году, остановленная народной мобилизацией сторонников последнего.

## Взгляды
Ещё с начала своей деятельности, когда ему довелось вести репортажи с полей Вьетнамской войны, Пилджер является последовательным и непримиримым противником многих аспектов политики государств Запада, особенно США. Выступал как один из самых резких критиков политики Джорджа Буша и Тони Блэра (война в Ираке и не только). Также критически относился к Бараку Обаме, считая, что его цель — закрепить роль США в роли мирового головореза.
Из числа мировых лидеров поддерживал президента Венесуэлы Уго Чавеса.

## Признание
Неоднократно получал премии по журналистике и за защиту прав человека.
Дважды признавался лучшим журналистом года в Великобритании. Его документальные фильмы получали академические награды в Великобритании, США, Австралии и других странах. Последняя из них — Сиднейская премия мира (2009 год). Почётный доктор наук нескольких университетов (Стаффордшира, Дублина и др.).
Фильмы, статьи и книги Джона Пилджера известны и признаны во всём мире.
Гарольд Пинтер, Нобелевский лауреат по литературе за 2005 год, отметил: «Джон Пилджер бесстрашен. Он извлекает истину, строго придерживаясь фактов, и передаёт её нам. Я снимаю перед ним шляпу».

## Фильмография
Автор нескольких документальных фильмов:
- «Немодная трагедия»
- «Нулевой год: тихая смерть Камбоджи»
- «Никарагуа — право народа на выживание»
- «Разрушая молчание: Правда и ложь в войне с террором»
- «Война с демократией»
- «Война, которую Вы не видите»

## Статьи
- Либеральный способ обращения с миром: «Улучшайтесь», или мы вас уничтожим", Джон Пилджер для издания «Global Research» (Канада), 5 сентября 2012
- Новая пропаганда — либеральная, новое рабство — цифровое, Джон Пилджер, OpEdNews 13 марта 2013
- На Украине нас упорно втягивают в войну с Россией, «The Guardian» (Великобритания), 14 мая 2014, Джон Пилджер (John Pilger)